# هونزیب‌ها
هونزیب‌ها (Hunzib) یکی از اقوام بومی داغستان در شمال قفقاز هستند که در سه روستا در ناحیه تسونتین در مناطق بالایی حوزه رودخانه آندی-کویسو زندگی می‌کنند. آن‌ها دارای زبان مخصوص به خود به نام زبان هونزیبی هستند و عمدتاً پیرو اسلام سنی می‌باشند؛ دینی که حدود قرن هشتم یا نهم در میان هونزیب‌ها گسترش یافت. اسلام در میان هونزیب‌ها در حدود قرون شانزدهم و هفدهم میلادی تثبیت شد. سرزمینی که هونزیب‌ها در آن سکونت دارند، بخشی از خانات آوار بود.
تنها زمانی که هونزیب‌ها به عنوان یک گروه قومی متمایز در سرشماری روسیه شناخته شدند، در سال ۱۹۲۶ بود که ۱۰۵ نفر خود را به عنوان قوم هونزیب معرفی کردند. پس از آن، آن‌ها در سرشماری‌های روسیه به عنوان آوار ثبت شدند. در سال ۱۹۶۷، تخمین زده شد که حدود ۶۰۰ نفر از قوم هونزیب وجود داشته باشند (به نقل از اِ. بوکارِف).

## ژنتیک
بر اساس مطالعات ژنتیکی در سال ۲۰۱۶، هاپلوگروه‌های زیر در میان هونزیب‌ها یافت شده‌اند:
- - جی۱ (۱۰۰٪)